# Fernando Siro
Francisco Ángel Luksich, más conocido como Fernando Siro (Villa Ballester, Buenos Aires, 5 de octubre de 1931 - Buenos Aires, 4 de septiembre de 2006), fue un actor, guionista y director de cine argentino.

## Inicios en la vida artística
Desde su juventud se sintió atraído por la actuación, un hecho que lo llevó en 1950, a los 19 años, a debutar en el cine en la película El otro yo de Marcela —dirigida por Alberto de Zavalía—, protagonizada por Delia Garcés y Alberto Closas.
La radio también fue el escenario de sus primeros pasos en los años 1950 cuando en el auge del radioteatro en la Argentina, con su personal voz y dicción, fue protagonista de varias tiras acompañado por actrices de la talla de Hilda Bernard, Eva Dongé, Beatriz Día Quiroga y Silvia Montanari, entre otras.
En los primeros años de la televisión argentina, Siro fue una cara recurrente especialmente en las telenovelas vespertinas, entre las que se destacó La tarde de Palmolive, en el viejo Canal 7.

## Teatro
Fernando Siro fue protagonista de más de 60 obras de teatro, con una fuerte dedicación a los clásicos contemporáneos como Un tranvía llamado deseo de Tennessee Williams; Anna Karenina de León Tolstói; Una mujerzuela irrespetuosa de Jean Paul Sartre y Panorama desde el puente, de Arthur Miller. Fue cabeza de compañía de varias obras de teatro en España a mediados de los años 1960. En Buenos Aires, destacó en Necesito un tenor.

## Cine

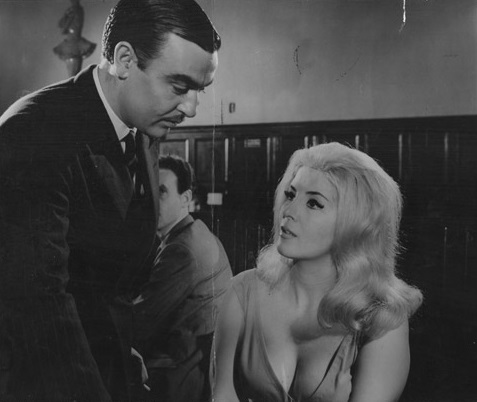
Fernando Siro y Libertad Leblanc (1938-2021) en la película María M. (1964).

Por sus comienzos como actor en la pantalla grande, Siro reuniría conocimientos que lo llevarían a convertirse en director con un gran reconocimiento de crítica y público; su ópera prima fue la adaptación de un cuento (El pecado necesario) del escritor Dalmiro Sáenz - con el título Nadie oyó gritar a Cecilio Fuentes -, en 1965, que también lo tuvo como protagonista, junto a Walter Vidarte y Elena Cruz, su esposa. La película ganó al año siguiente la Concha de Plata del prestigioso Festival de Cine de San Sebastián, situación que además le abrió las puertas del mercado español, donde triunfaría además en la pantalla chica en la exitosa comedia La familia Colón, a finales de la década.
Regresa a la Argentina y protagoniza, en 1971, la película de temática histórica Argentino hasta la muerte (sobre la Guerra de la Triple Alianza), dirigida por Fernando Ayala, con guion de Félix Luna.
Sin embargo, durante los años 1970 abandonó el cine comprometido y fue productor, guionista y director de una serie de películas "picarescas" que se pusieron de moda por esos años como fueron Autocine Mon Amour (1972) y El divorcio está de moda (1974), una serie que retomaría con Las colegialas se divierten (1986), ya en un tono más fuerte.
El cine popular lo tuvo como uno de los directores más pretendidos de la industria y fue el impulsor de una serie de filmes que unieron comercialmente dos hechos muy productivos: actores taquilleros de televisión y la música del momento.
En esa línea llegaron sus realizaciones Los éxitos del amor (1979) y Las vacaciones del amor (1981), con gran éxito.
Tuvo una prolífica carrera en la pantalla grande en la cual trabajó en más de 50 películas y dirigió 23, además de escribir una decena de guiones en más de 45 años de trayectoria, variando desde adaptaciones literarias al género musical -La canción de Buenos Aires (1980) -, o de la comedia al subgénero de terror -Seis pasajes al Infierno (1976) -.
Fue uno de los protagonistas, en 1992, de la película ¿Dónde estás amor de mi vida que no te puedo encontrar? de Juan José Jusid y de Perdido por perdido, ópera prima de Alberto Lecchi, en 1993. Dirige por última vez en 1997 la película costumbrista Sapucay, mi pueblo!, con la actuación de Luis Landriscina.
También intervino en la película Un argentino en Nueva York, en 1998.
Sus últimas participaciones cinematográficas fueron en 2000 cuando trabajó en el policial Buenos Aires Plateada, filme que dirigió Luis Barone y también como actor en la comedia Apariencias, con Adrián Suar y Andrea del Boca.

## Televisión
En los años 1960, Fernando Siro se metió de lleno en la televisión porteña donde sobresalió en programas como Aquí a las seis, El Club del Clan y La Familia Falcón. En 1970 produjo la serie de terror Esta noche... miedo, emitida por Canal 13. 
Integró en varias temporadas, diferentes etapas del ciclo del programa Matrimonios y algo más, creación de Hugo Moser.
Sin dudas, el personaje que más conocido lo hizo en esa telecomedia fue Cornichelli, el hombre casado que siempre encontraba a su esposa acompañada en el dormitorio y era convencido, por la mujer y su amante, que la situación no era como él la veía.
Además durante muchas temporadas fue el conductor del ciclo, el responsable de hilvanar y presentar los diferentes segmentos del programa que llegó a ser uno de los de mayor audiencia de la TV argentina.

## Últimos años: polémica y repudio
El 24 de marzo de 2001, junto a su mujer, la actriz Elena Cruz, acompañaron una manifestación de reivindicación de la dictadura, junto a una treintena de personas frente al domicilio del exdictador Jorge Rafael Videla, en el barrio porteño de Belgrano, en el día en que se cumplían 25 años del Golpe de Estado de 1976. 
Por esta aparición pública, algunos miembros pertenecientes a organismos y agrupaciones defensoras de Derechos Humanos lo atacaron a golpes, a él y a su mujer Elena Cruz en 2003, y forzaron su expulsión de la Asociación Argentina de Actores (AAA), el 5 de abril del mismo año. 
En sus últimos años su salud se deterioró notablemente (padeció de cáncer y debió ser intervenido quirúrgicamente para extirparle un pulmón). Al momento de su muerte, en 2006, le fue negado el reconocimiento a ser inhumado en el "Panteón de Actores" del Cementerio de Chacarita.

## Filmografía

### Como actor
- Apariencias (2000)
- El humor de Café Fashion (1999)
- Un Argentino en New York (1998)
- Sapucay, mi pueblo (1997)
- Muchas gracias, maestro (1993) (inédita)
- Perdido por perdido (1993)
- ¿Dónde estás amor de mi vida que no te puedo encontrar? (1992)
- El viaje (1992)
- Extermineitors II, la venganza del dragón (1990)
- Yo tenía un plazo fijo (1990)
- Paraíso Relax (1988)
- Sur (1988)
- Las aventuras de Tremendo (1986)
- Venido a menos (1984)[2]
- Buenos Aires Tango (1982)
- Abierto día y noche (1981)
- Te rompo el rating (1981)
- Tiro al aire (1980)
- Días de ilusión (1980)
- Comandos azules (1980)
- La canción de Buenos Aires (1980)
- El rey de los exhortos (1979)
- Los días que me diste (1975)
- Siempre fuimos compañeros (1973)
- Este loco, loco, Buenos Aires (1973)
- El mundo que inventamos (1973)
- Autocine mon amour (1972)
- Y que patatín...y que patatán (1971)
- Argentino hasta la muerte (1971)
- ¡Qué noche de casamiento! (1969)
- El salame (1969)
- Amor libre (1969)
- Amor y un poco más (1968)
- La muchacha del cuerpo de oro (1967)
- Necesito una madre (1966)
- Los hipócritas (1965)
- Esta noche mejor no (1965)
- Nadie oyó gritar a Cecilio Fuentes (1965)
- Cuidado con las colas (1964)
- María M. (1964)
- Mujeres perdidas (1964) Voz en off anunciando los créditos
- El Club del Clan (1964)
- Bajo un mismo rostro (1962)
- Del cuplé al tango (1958)
- Canario rojo (1955)
- Pájaros de cristal (1955)
- Barrio gris (1954)
- Crisol de hombres (1954)
- La calle del pecado (1954)
- Los problemas de papá (1954)
- Sucedió en Buenos Aires (1954)
- La calle junto a la luna (1951)
- Suburbio (1951)
- Juan Mondiola (1950)
- El otro yo de Marcela (1950)

### Como director
- Sapucay, mi pueblo (1997)
- Las colegialas se divierten (1986)
- Esto es vida (1982)
- Seis pasajes al infierno (1981)
- Las vacaciones del amor (1981)
- La canción de Buenos Aires (1980)
- Los éxitos del amor (1979)
- El divorcio está de moda (de común acuerdo) (1978)
- La nueva cigarra (1977)
- Allá donde muere el viento (1976)
- Los días que me diste (1975)
- Contigo y aquí (1974)
- En el gran circo (1974)
- Siempre fuimos compañeros (1973)
- Este loco, loco, Buenos Aires (1973)
- El mundo que inventamos (1973)
- Autocine mon amour (1972)
- Me enamoré sin darme cuenta (1972)
- El salame (1969)
- Amor libre (1969)
- Lo prohibido está de moda (1968)
- Necesito una madre (1966)
- Nadie oyó gritar a Cecilio Fuentes (1965)

### Como guionista
- ¿Los piolas no se casan? (1981)
- Las vacaciones del amor (1981)
- La canción de Buenos Aires (1980)
- Donde duermen dos... duermen tres (1979)
- La carpa del amor (1979)
- La nueva cigarra (1977)
- Vuelvo a vivir, vuelvo a cantar (1971)
- El salame (1969)
- Amor libre (1969)
- Lo prohibido está de moda (1968)

## Televisión
- Vulnerables (1999) Serie
- Los ángeles no lloran (1996) Serie
- Poliladron (1995) Serie
- Cosecharás tu siembra (1991) Serie
- Alta comedia (1991) Serie
- La bonita pagina (programa de televisión) (1989)
- Matrimonios y algo más (1987-1990)
- Fabián 2 Mariana 0 (1980) Serie
- Esta noche... miedo (1970) Serie
- 0597 da ocupado (1968) Serie
- La familia Colón (1967) Serie
- Algo caliente bajo la piel (1966) Serie
- Las chicas (1965) Serie
- Aquí a las seis (1962) Serie
- Un Tranvía llamado Deseo (1956)

## Premios y distinciones
Festival Internacional de Cine de San Sebastián
| Año  | Categoría       | Película                           | Resultado |
| ---- | --------------- | ---------------------------------- | --------- |
| 1965 | Concha de Plata | Nadie oyó gritar a Cecilio Fuentes | Ganador   |